# Duan Qirui
Duan Qirui, född 6 mars 1865 i Hefei i Anhui, död 2 november 1936 i Shanghai, var en kinesisk krigsherre (dujun, 督军) och politiker. Han var Kinas premiärminister ett flertal gånger och var en av Kinas mäktigaste män åren 1916–1920.

## Utbildning och tidig karriär
Duan genomgick en krigsskola och tjänstgjorde sedan flera år som Yuan Shikais främste militäre senan denne 1901 blivit vicekung över provinsen Zhili.
Duan blev 1906 brigadgeneral samt 1909 general och chef för 6:e divisionen. Som befälhavare för trupperna i Jiangbei hade han stor del i reorganisationen efter europeiskt mönster av nordarmén (Beiyang-armén).

## Politisk roll fram till första världskriget
När Yuan Shikai 1911 blev premiärminister blev Duan efter honom generalguvernör över provinserna Hubei och Hunan och bekämpade samma år med l:a armén de upproriska. Han deltog i januari 1912 i militärbefälhavarnas memorandum till kejsaren om abdikation. I det första republikanska kabinettet blev han därpå krigsminister, fick september samma år generals rang och blev 1915 fältmarskalk. Duan var maj–juli 1913 tillförordnad premiärminister, därefter tillförordnad militärguvernör i Hubei samt 1914–1915 åter krigsminister.
Av missnöje över den monarkistiska rörelsen drog han sig som "tjänstledig för sjukdom" tillbaka till privatlivet, men åtog sig efter monarkiplanernas övergivande 1916 premiärministerposten och avgick våren 1917, då parlamentet ogillade hans förslag om krigsförklaring mot Tyskland och Österrike-Ungern. Han undertryckte juli samma år med hjälp av Zhang Zuolin militärguvernören Zhang Xuns försök att återställa kejsardömet och samverkade därefter som premiärminister med "Anfu-klubben" och japanerna.

## Senare politisk karriär
Duan Qiruis maktställning upphörde sommaren 1920, då militärguvernörerna Cao Kun, Wu Peifu och Zhang Zuolin genomdrev ett politiskt systemskifte och Duan nödgades söka skydd hos japanerna. Sedan framträdde Duan åter november 1924, då han av Zhang Zuolin och Feng Yuxiang, som besegrat Wu Peifu, övertalades att träda i spetsen för en provisorisk regering, bakom vilken Zhang Zuolin stod som den verklige makthavaren. Duan utfärdade då en ny författning, vilken i hög grad inskränkte parlamentets inflytande.